# 川西市立明峰中学校
川西市立明峰中学校（かわにししりつ めいほうちゅうがっこう）は、兵庫県川西市湯山台にある公立中学校。

## 沿革
- 1977年（昭和52年）4月1日 - 川西市立多田中学校より分離し、川西市立明峰中学校創立。

## 部活動

### 運動部
- 野球部
- サッカー部
- 陸上競技部
- 女子ソフトテニス部
- 女子バスケットボール部
- 女子バレーボール部
- 卓球部

### 文化部
- 吹奏楽部
- 美術部

## 校区
- 川西市立明峰小学校

## 周辺施設
- 藤が丘幼稚園
- 兵庫県立川西明峰高等学校
- 宝塚医療大学

## 交通アクセス
- 阪急バス湯山台系統・「南野坂自治会館前」下車徒歩5分

## 著名な出身者
・ 山本和作（元プロ野球選手。巨人→オリックス）
・ 山本彩加（元NMB48）